# Alfred Öste
Alfred Fredrik Anton Öste, född 31 mars 1889 i Brunflo församling, Jämtlands län, död 8 maj 1977 i Stockholm, var en svensk journalist och författare. Han var far till Sven och Bengt Öste. 
Öste som avlade mogenhetsexamen 1907, var medarbetare i olika landsortstidningar, redaktionssekreterare i Göteborgs-Posten 1918–1923 och därefter anställd i Svenska Dagbladet såsom reporter, notischef, redaktionssekreterare och utrikesredaktör. 
Öste företog ett flertal utlandsresor i journalistiskt syfte, bland annat med stipendium av Svenska Journalistföreningens södra krets till Tyskland 1915, med statsstipendium till Storbritannien 1922, med Svenska Dagbladets stipendium till Amerika 1928 och med stipendium av Sverige-Amerika Stiftelsen till USA för studier av journalistuniversitet 1932. Han följde valkampanjen i USA 1936, var medlem av svenska journalistdelegationen till USA 1942 och var medlem av Amerikautredningen. Öste var från 1924 gift med Giggi Ahlström, dotter till Rudolf Ahlström och Nathalia Osberg. Makarna Öste är begravda på Sankt Pauli mellersta kyrkogård i Malmö. 